# Harpactea christodeltshevi
Harpactea christodeltshevi là một loài nhện trong họ Dysderidae.
Loài này thuộc chi Harpactea. Harpactea christodeltshevi được miêu tả năm 2009 bởi Bayram, Kunt & Yagmur.